# Xyloplacidae
Xyloplacidae zijn een familie van zeesterren, en de vooralsnog enige familie in de infraklasse van de zeemadeliefjes. Voor een bespreking van de kenmerken, zie het artikel over de infraklasse.

## Geslacht
- Xyloplax Baker, Rowe & Clark, 1986